# Grande Prémio da montanha na Volta a Itália
O Grande Prémio da montanha da Volta a Itália é uma classificação secundária do Giro d'Italia que recompensa o ciclista que obtém mais pontos ao passar pelas cimeiras dos diferentes portos de montanha dos que consta a corrida. O ciclista é recompensado com um maillot de cor verde (Maglia verde) entre 1974 e 2011. Desde o 2012 o maillot passa a ser de cor azul (Maglia azzurra) pela chegada de um patrocinador.

## História
A classificação iniciou-se em 1933, mas seria só até 1974 quando o líder da classificação da montanha leve a maglia verde. A cada ascensão distribui uns pontos segundo a dificuldade do porto. Desde 2012 o maillot distintivo passou a ser de cor azul.
Conhece-se como Cima Coppi no ponto mais alto de todo o Giro, e foi estabelecida em 1965 para honrar o ciclista italiano Fausto Coppi.
Na história do Giro, a combinação maglia rosa + maglia verde tem sido obtida por Alfredo Binda (1933), Gino Bartali (1936, 1937, 1946), Giovanni Valetti (1933), Fausto Coppi (1949), Hugo Koblet (1950), Charly Gaul (1936, 1949), Eddy Merckx (1968, também maglia ciclamino da classificação por pontos) Andrew Hampsten (1988) e Marco Pantani (1938).

## Regulamento
A classificação da montanha consiste numa graduação determinada de pontos que vem asiganda aos ciclistas que transitem nos primeiros lugares da cada cume, classificadas em quatro categorias sobre a base da sua dificuldade. A Cima Coppi, a mais alta cume de toda a corrida, se lhe atribui uma pontuação maior com respeito a outras cumes de primeira categoria.
Os pontos distribuídos seguem o seguinte modelo:
| Tipologia | Tipologia          | 1.º | 2.º | 3.º | 4.º | 5.º | 6.º | 7.º | 8.º | 9.º |
| --------- | ------------------ | --- | --- | --- | --- | --- | --- | --- | --- | --- |
|           | Cima Coppi         | 45  | 30  | 20  | 14  | 10  | 6   | 4   | 2   | 1   |
|           | Primeira Categoria | 35  | 18  | 12  | 9   | 6   | 4   | 2   | 1   | -   |
|           | Segunda Categoria  | 15  | 8   | 6   | 4   | 2   | 1   | -   | -   | -   |
|           | Terceira Categoria | 7   | 4   | 2   | 1   | -   | -   | -   | -   | -   |
|           | Quarta Categoria   | 3   | 2   | 1   | -   | -   | -   | -   | -   | -   |

## Palmarés

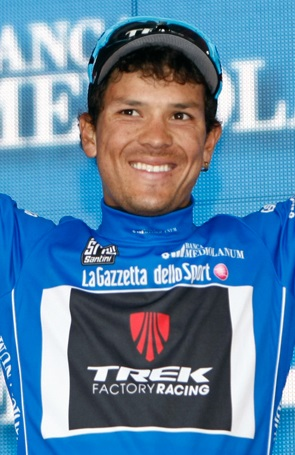
Julián Arredondo com a maglia azzurra do Giro d'Italia de 2014.

| Ano            | Corredores                      | Equipa                       | Pontos | Outras classificações |
| -------------- | ------------------------------- | ---------------------------- | ------ | --------------------- |
| 1933           | Alfredo Binda                   | Legnano                      | ?      | Geral                 |
| 1934           | Remo Bertoni                    | Legnano                      | ?      | -                     |
| 1935           | Gino Bartali                    | Fréjus                       | ?      | -                     |
| 1936           | Gino Bartali                    | Legnano                      | ?      | Geral                 |
| 1937           | Gino Bartali                    | Legnano                      | ?      | Geral                 |
| 1938           | Giovanni Valetti                | Fréjus                       | ?      | Geral                 |
| 1939           | Gino Bartali                    | Legnano                      | ?      | -                     |
| 1940           | Gino Bartali                    | Legnano                      | ?      | -                     |
| 1946           | Gino Bartali                    | Legnano                      | ?      | Geral                 |
| 1947           | Gino Bartali                    | Legnano                      | ?      | -                     |
| 1948           | Fausto Coppi                    | Bianchi                      | ?      | -                     |
| 1949           | Fausto Coppi                    | Bianchi                      | ?      | Geral                 |
| 1950           | Hugo Koblet                     | Guerra                       | ?      | Geral                 |
| 1951           | Louison Bobet                   | Bottecchia                   | ?      | -                     |
| 1952           | Raphaël Géminiani               | Bianchi-Pirelli              | ?      | -                     |
| 1953           | Pasquale Fornara                | Bottecchia                   | ?      | -                     |
| 1954           | Fausto Coppi                    | Bianchi                      | ?      | -                     |
| 1955           | Gastone Nencini                 | Leo-Chlorodont               | 7      | -                     |
| 1956           | Federico Bahamontes Charly Gaul | Girardengo-ICEP Faema-Guerra | 30 20  | - Geral               |
| 1957           | Raphaël Géminiani               | Mercier                      | 56     | -                     |
| 1958           | Jean Brankart                   | Saint-Raphaël                | 45     | -                     |
| 1959           | Charly Gaul                     | Emi                          | 560    | Geral                 |
| 1960           | Rik Van Looy                    | Faema                        | 250    | -                     |
| 1961           | Vito Taccone                    | Atala                        | 270    | -                     |
| 1962           | Angelino Soler                  | Ghigi                        | 260    | -                     |
| 1963           | Vito Taccone                    | Lygie                        | 520    | -                     |
| 1964           | Franco Bitossi                  | Spring Oil                   | 200    | -                     |
| 1965           | Franco Bitossi                  | Filotex                      | 250    | -                     |
| 1966           | Franco Bitossi                  | Filotex                      | 490    | -                     |
| 1967           | Aurelio González                | KAS                          | 630    | -                     |
| 1968           | Eddy Merckx                     | Faema                        | 340    | Geral Pontos          |
| 1969           | Claudio Michelotto              | Max Meyer                    | 330    | -                     |
| 1970           | Martin Vandenbossche            | Molteni                      | 460    | -                     |
| 1971           | José Manuel Fuente              | KAS                          |        | -                     |
| 1972           | José Manuel Fuente              | KAS                          | 490    | -                     |
| 1973           | José Manuel Fuente              | KAS                          | 550    | -                     |
| Maglia verde   |                                 |                              |        |                       |
| 1974           | José Manuel Fuente              | KAS                          | 510    | -                     |
| 1975           | Andrés Oliva                    | KAS                          | 300    | -                     |
| 1976           | Andrés Oliva                    | KAS                          | 535    | -                     |
| 1977           | Faustino Fernández Ovies        | KAS-Campagnolo               | 675    | -                     |
| 1978           | Ueli Sutter                     | Zonca-Santini                | 830    | -                     |
| 1979           | Claudio Bortolotto              | Sanson                       | 495    | -                     |
| 1980           | Claudio Bortolotto              | San Giacomo                  | 670    | -                     |
| 1981           | Claudio Bortolotto              | Santini-Selle Italia         | 510    | -                     |
| 1982           | Lucien Van Impe                 | Boston-Mavic                 | 860    | -                     |
| 1983           | Lucien Van Impe                 | Boston-Mavic                 | 70     | -                     |
| 1984           | Laurent Fignon                  | Renault-Elf                  | 53     | -                     |
| 1985           | José Luis Navarro               | Zor                          | 54     | -                     |
| 1986           | Pedro Muñoz                     | Fagor                        | 54     | -                     |
| 1987           | Robert Milhar                   | Panasonic                    | 97     | -                     |
| 1988           | Andrew Hampsten                 | 7-Eleven                     | 59     | Geral                 |
| 1989           | Luis Herrera                    | Café da Colômbia             | 70     | -                     |
| 1990           | Claudio Chiappucci              | Carrera Jeans-Vagabond       | 74     | -                     |
| 1991           | Iñaki Gastón                    | CLAS-Cajastur                | 75     | -                     |
| 1992           | Claudio Chiappucci              | Carrera Jeans-Tassoni        | 76     | -                     |
| 1993           | Claudio Chiappucci              | Carrera Jeans-Tassoni        | 42     | -                     |
| 1994           | Pascal Richard                  | GB-MG Maglificio             | 78     | -                     |
| 1995           | Mariano Piccoli                 | Brescialat                   | 75     | -                     |
| 1996           | Mariano Piccoli                 | Brescialat                   | 69     | -                     |
| 1997           | José Jaime González             | Kelme-Costa Blanca           | 99     | -                     |
| 1998           | Marco Pantani                   | Mercatone Uno                | 89     | Geral                 |
| 1999           | José Jaime González             | Kelme-Costa Blanca           | 61     | -                     |
| 2000           | Francesco Casagrande            | Vini Caldirola-Sidermec      | 71     | -                     |
| 2001           | Freddy González                 | Colombia-Selle Italia        | 73     | -                     |
| 2002           | Julio Alberto Pérez Cuapio      | Panaria                      | 69     | -                     |
| 2003           | Freddy González                 | Colombia-Selle Italia        | 100    | Combatividade         |
| 2004           | Fabian Wegmann                  | Gerolsteiner                 | 56     | -                     |
| 2005           | José Rujano                     | Colombia-Selle Italia        | 143    | Combatividade         |
| 2006           | Juan Manuel Gárate              | Quick Step-Innergetic        | 64     | -                     |
| 2007           | Leonardo Piepoli                | Saunier Duval-Prodir         | 79     | Combatividade         |
| 2008           | Emanuele Sella                  | CSF Group-Navigare           | 136    | Combatividade         |
| 2009           | Stefano Garzelli                | Acqua & Sapone               | 61     | Combatividade         |
| 2010           | Matthew Lloyd                   | Omega Pharma-Lotto           | 56     | Combatividade         |
| 2011           | Stefano Garzelli                | Acqua & Sapone               | 67     | -                     |
| Maglia azzurra |                                 |                              |        |                       |
| 2012           | Matteo Rabottini                | Farnese Vini-Selle Italia    | 84     | -                     |
| 2013           | Stefano Pirazzi                 | Bardiani Valvole-CSF Inox    | 82     | -                     |
| 2014           | Julián Arredondo                | Trek Factory                 | 173    | Combatividade         |
| 2015           | Giovanni Visconti               | Movistar Team                | 125    | -                     |
| 2016           | Mikel Nieve                     | Team Sky                     | 152    | -                     |
| 2017           | Mikel Landa                     | Team Sky                     | 224    | Combatividade         |
| 2018           | Chris Froome                    | Team Sky                     | 125    | Geral                 |
| 2019           | Giulio Ciccone                  | Trek-Segafredo               | 267    | -                     |

### Palmarés por países
| # | País        | Núm. | Última vitória |
| - | ----------- | ---- | -------------- |
| 1 | Itália      | 39   | 2019           |
| 2 | Espanha     | 16   | 2017           |
| 3 | Bélgica     | 6    | 1983           |
| 3 | Colômbia    | 6    | 2014           |
| 5 | França      | 4    | 1984           |
| 6 | Suíça       | 3    | 1994           |
| 7 | Luxemburgo  | 2    | 1959           |
| 7 | Reino Unido | 2    | 2018           |

### Ciclistas com mais vitórias
| Nome | Nacionalidade |                                                                                          | Vitórias |
| ---- | --- | ---------------------------------------------------------------------------------------- | -------- |
| 1    | Gino Bartali | Itália                                                                                   | 7        |
| 2    | Manuel Fuente | Espanha                                                                                  | 4        |
| 3    | Fausto Coppi Franco Bitossi Claudio Bortolotto Claudio Chiappucci                                                                       | Itália · Itália · Itália · Itália                                                        | 3        |
| 4    | Raphaël Géminiani Charly Gaul Vito Taccone Andrés Oliva Lucien van Impe Mariano Piccoli Chepe González Freddy González Stefano Garzelli | Itália · Luxemburgo · Itália · Espanha · Bélgica · Itália · Colômbia · Colômbia · Itália | 2        |